# Andouillé-Neuville
Andouillé-Neuville (en bretó Andolieg-Kernevez, en gal·ló Andólhae) és un municipi francès, situat a la regió de Bretanya, al departament d'Ille i Vilaine. L'any 2006 tenia 691 habitants.

## Demografia
| 1962                                       | 1968 | 1975 | 1982 | 1990 | 1999 |
| ------------------------------------------ | ---- | ---- | ---- | ---- | ---- |
| 408                                        | 428  | 398  | 365  | 423  | 504  |
| Des de 1962: població sense dobles comptes |      |      |      |      |      |

## Administració
| Període | Identitat    | Partit |
| ------- | ------------ | ------ |
| 1995-   | Emile Honoré |        |